# Divisione di Hunter
La divisione di Hunter è una divisione elettorale australiana nello stato del Nuovo Galles del Sud. Si trova nella parte settentrionale del territorio, e comprende gran parte della Hunter Valley, con le città di Singleton, Maitland, Muswellbrook, Cessnock e Denman. La divisione fu creata nel 1900, una delle prime 75 divisioni alle quali si poté votare nelle prime elezioni federali. Essa prende il nome dal capitano John Hunter, il secondo governatore del Nuovo Galles del Sud. 
Il seggio è stato mantenuto saldamente dai laburisti dal 1910. È il seggio dove fu eletto il 1º primo ministro Edmund Barton, ed è anche quello al quale appartenevano i leader laburisti Matthew Charlton e Herbert Vere Evatt.

## Deputati
| Deputato        | Deputato         | Partito                           | Periodo   |
| --------------- | ---------------- | --------------------------------- | --------- |
|                 | Edmund Barton    | Partito Protezionista             | 1901–1903 |
|                 | Frank Liddell    | Partito del Libero Commercio      | 1903–1909 |
|                 | Frank Liddell    | Partito Liberale del Commonwealth | 1909–1910 |
|                 | Matthew Charlton | Partito Laburista Australiano     | 1910–1928 |
| Rowley James    | 1928–1958        | Partito Laburista Australiano     |           |
| H.V. Evatt      | 1958–1960        | Partito Laburista Australiano     |           |
| Bert James      | 1960–1980        | Partito Laburista Australiano     |           |
| Bob Brown       | 1980–1984        | Partito Laburista Australiano     |           |
| Eric Fitzgibbon | 1984–1996        | Partito Laburista Australiano     |           |
| Joel Fitzgibbon | dal 1996         | Partito Laburista Australiano     |           |